# わたしの旅100選
わたしの旅100選（わたしのたび100せん）は、2005年に文化庁が、日本の歴史や文化の全体像や特色を旅を通して理解する事が出来るように、広く国民に「わたしの旅」のプランを募集した企画。
趣旨には、日本人自身や外国から訪問する人が旅行するプランとしている。文化庁長官を委員長とする選考委員会で選定した。100選とあるが、105プランが選ばれた。